# Notobryon
Genre
Notobryon est un genre de mollusques nudibranches de la famille des Scyllaeidae.

## Liste des genres
Selon World Register of Marine Species (27 mars 2021) :
- Notobryon bijecurum Baba, 1937
- Notobryon caribbaeum Caballer & Ortea, 2014
- Notobryon clavigerum Baba, 1937
- Notobryon panamicum Pola, Camacho-Garcia & Gosliner, 2012
- Notobryon thompsoni Pola, Camacho-Garcia & Gosliner, 2012
- Notobryon wardi Odhner, 1936